# 王睦錝
王睦錝（英語：Zung Heng Mok），更广为人知的名字是Zung，是一位来自马来西亚的摄影师。

## 早年生平
王睦錝于1978年出生马来西亚适耕庄。

## 职业
王睦錝曾为马来西亚首相马哈迪·莫哈末拍摄过照片，并且是霹雳苏丹纳兹林沙和端姑扎拉沙林婚礼的摄影师。他是美国演说家托尼·罗宾斯的私人摄影师。
他还拍摄过美国前总统唐纳德·特朗普（2012年），以及意大利盲人歌手安德烈·波伽利（2010年）。